# Stephen Albert
Stephen Albert   (Nova York, 6 de febrer de 1941 - Cap Cod, 27 de desembre de 1992) va ser un compositor estatunidenc.

## Biografia
Nascut a Nova York, Albert va començar la seva formació musical al piano, la trompa i la trompeta de jove. Va estudiar composició a l'edat de 15 anys amb Elie Siegmeister, i es va matricular dos anys més tard a l'"Eastman School of Music", on va estudiar amb Darius Milhaud i Bernard Rogers (1958-1960). Després de classes de composició a Estocolm amb Karl-Birger Blomdahl, Albert va estudiar amb Joseph Castaldo a la "Philadelphia Musical Academy" (BM 1962); el 1963 va treballar amb George Rochberg a la Universitat de Pennsilvània. El 1965 va guanyar una beca per estudiar a Roma a l'Acadèmia Americana.
De 1985 a 1988 va treballar com compositor en residència amb la Simfònica de Seattle. Entre els seus estudiants destacats hi havia Daniel Asia i Dan Coleman. Albert va morir en un accident automobilístic a Truro, Massachusetts, a Cape Cod el 27 de desembre de 1992.

## Premis i distincions
Stephen Albert va guanyar el Premi Pulitzer de Música de 1985 per la seva Simfonia núm. 1, RiverRun. Va guanyar pòstumament un premi Grammy el 1995 en la categoria de millor composició clàssica contemporània pel seu concert per a violoncel interpretat per Yo-Yo Ma en una gravació del 1990 amb la Baltimore Symphony Orchestra, dirigida per David Zinman. Aaron Jay Kernis va dedicar la seva composició de 1993 per al quartet de piano "Still Movement" amb Himne en memòria d'Albert. El moviment lento de la Simfonia núm. 2 de Christopher Rouse del 1994 també està dedicat a la memòria d'Albert, que era company i amic íntim de Rouse.

## Obres
Alguns dels seus treballs es basaven en textos de James Joyce, inclosos "Tapioca Pudding", "Winter Canticle" i "Ecce puer" del poema del mateix nom de Joyce. El seu famós concert per a violoncel i orquestra va començar a petició de la Simfònica de Baltimore el 1987 per a una peça orquestral de 15 minuts. El 1988 la comissió es va canviar per un concert per a Yo-Yo Ma. El compositor va acreditar Ma amb la seva ajuda per completar l'obra. Albert va començar amb el material dibuixat dos treballs anteriors del 1988, "Anthem and Processionals" i "The Stone Harp". Va començar la composició el 1989 i va acabar el 1990. L'estrena va ser el 31 de març de 1990 i va comptar amb Yo-Yo Ma juntament amb lOrquestra Simfònica de Baltimore dirigida per David Zinman. Es va presentar una versió revisada en un àlbum de 1993, "The New York Album".
Segons Yo-Yo Ma, la composició era una "mena de catarsi". Va incorporar lluites a la seva vida, inclosos els blocs del seu escriptor i la mort del seu pare. L'obra està dedicada a la memòria del seu pare.